# Diocesi di Parnasso
La diocesi di Parnasso (in latino Dioecesis Parnassena) è una sede soppressa del patriarcato di Costantinopoli e sede titolare della Chiesa cattolica.

## Storia
Parnasso, identificabile con Değirmenyolu (già Parlasan), nel distretto di Şereflikoçhisar in Turchia, è un'antica sede episcopale della provincia romana della Cappadocia Terza nella diocesi civile del Ponto. Faceva parte del patriarcato di Costantinopoli ed era suffraganea dell'arcidiocesi di Mocisso.
La sede è documentata in tutte le Notitiae Episcopatuum del patriarcato di Costantinopoli fino al XII secolo.
Il primo vescovo noto di Parnasso è l'ariano Pancrazio, che fece parte del gruppo di vescovi dissidenti che abbandonarono il concilio di Sardica e in un conciliabolo a Filippopoli firmarono un documento di contenuti ariani. Seguono i vescovi Ipsio ed Ecdizio, di cui parla Basilio Magno nelle sue lettere. Eustazio I fu vescovo di Parnasso per circa trent'anni, e in questo periodo partecipò a diversi concili della sua epoca: al concilio di Efeso nel 431, dove si oppose alla professione di fede; al sinodo del 448 convocato a Costantinopoli dal patriarca Flaviano per condannare Eutiche; al concilio di Calcedonia nel 451; sottoscrisse nel 458 la lettera dei vescovi della Cappadocia all'imperatore Leone I dopo la morte di Proterio di Alessandria; ed infine sottoscrisse il decreto sinodale di Gennadio di Costantinopoli contro i simoniaci nel 459 circa. Eustazio I era ancora vivo nel 462, secondo un'iscrizione trovata negli scavi di una chiesa di Parnasso.
Pelagio prese parte al concilio di Costantinopoli riunito nel 536 dal patriarca Mena per condannare l'ex patriarca Antimo, Severo di Antiochia e i loro sostenitori. Un vescovo di nome Atanasio è documentato da un sigillo datato al VII secolo. Eustazio II era presente al concilio detto in Trullo nel 692. Stefano assistette al secondo concilio di Nicea nel 787. Teognosto infine partecipò al Concilio di Costantinopoli dell'879-880 che condannò il patriarca Fozio di Costantinopoli.
Per l'XI secolo sono noti due vescovi: un altro vescovo di nome Atanasio, conosciuto grazie all'esistenza di un suo sigillo vescovile; e Simeone, imposto dall'imperatore Romano IV Diogene, ma deposto, dopo la battaglia di Manzicerta, da un sinodo patriarcale il 9 novembre 1071.
Dal XIX secolo Parnasso è annoverata tra le sedi vescovili titolari della Chiesa cattolica; la sede è vacante dall'8 maggio 2002.

## Cronotassi

### Vescovi greci
- Pancrazio † (menzionato nel 344 circa) (vescovo ariano)

- Ipsio † (deposto)
- Ecdizio †
- Olimpio † (menzionato nel 381)
- Eustazio I † (prima del 431 - dopo il 462)
- Pelagio † (menzionato nel 536)
- Atanasio I † (VII secolo)
- Eustazio II † (menzionato nel 692)
- Stefano † (menzionato nel 787)
- Teognosto † (menzionato nell'869)
- Atanasio II † (XI secolo)
- Simeone † (? - 9 novembre 1071 deposto)

### Vescovi titolari
- Johann Baptist Schneider † (25 giugno 1896 - 27 gennaio 1905 deceduto)
- Louis Joseph Legraive † (17 ottobre 1907 - 10 giugno 1940 deceduto)
- Arturo Mery Beckdorf † (22 marzo 1941 - 29 luglio 1944 nominato vescovo di Valdivia)
- Daniel Figueroa Villón † (7 aprile 1945 - 22 settembre 1946 nominato vescovo di Huancayo)
- Daniel Tavares Baeta Neves † (29 marzo 1947 - 16 maggio 1958 nominato vescovo di Januária)
- Adolfo Luigi Bossi, O.F.M.Cap. † (18 giugno 1958 - 8 maggio 2002 deceduto)